# Straight Checkn 'Em
Straight Checkn 'Em é o segundo álbum de estúdio do grupo de Gangsta rap Compton's Most Wanted, lançado no dia 16 de julho de 1991. Contém 13 faixas.

## Lista de faixas
1. "Intro"
2. "They Still Gafflin' "
3. "Growin' Up in the Hood"
4. "Wanted"
5. "Straight Checkn 'Em"
6. "I Don't Dance"
7. "Raised in Compton"
8. "Driveby Miss Daisy"
9. "Def Wish"
10. "Compton's Lynchin' "
11. "Mike T's Funky Scratch"
12. "Can I Kill It?"
13. "Gangsta Shot Out"